# Berthold XI. von Wintzingerode
Berthold XI. von Wintzingerode (* 1505; † 22. September 1575 in Mainz) war Grundherr der Herrschaft Bodenstein an der nordöstlichen Grenze des Eichsfelds und Offizier in wechselnden Diensten. Seine Eltern waren Heinrich von Wintzingerode (1460–1520) und Anna von Oldershausen.

## Bauernkrieg 1525
Nachdem Bertholds Vater 1520 in der Hildesheimer Stiftsfehde gefallen war, verwaltete seine Mutter Anna von Oldershausen dessen Anteil an den Herrschaften Bodenstein und Scharfenstein sowie der übrigen Besitzungen der Familie. 1525 wurde das Eichsfeld einer der Brennpunkte des Mühlhäuser Bauernaufstandes unter der Führung von Thomas Müntzer und Heinrich Pfeiffer. Dieser war ein aus dem Kloster Reifenstein entlaufener Mönch, der auf der wintzingerodischen Burg Scharfenstein als Kaplan tätig gewesen war. Ein von Müntzer und Pfeiffer organisierter Zug von Aufständischen wandte sich in das Eichsfeld, dessen Burgen, Städte und Klöster sie innerhalb einer Woche überrannten. Dabei wurden die Burgen Bodenstein und Scharfenstein verwüstet.
In den Jahren nach dem Bauernkrieg trieb Anna von Wintzingerode den Wiederaufbau des Bodensteins und der fünf zugehörigen Gerichtsdörfer energisch voran. Große Teile der heutigen Burganlage gehen auf ihre Bautätigkeit zurück, so die Schlossbrücke mit der Toranlage und die massiven Teile des Südflügels. Die Befestigung der Vorburg wurde nur in sehr reduzierter Form wiederhergestellt und der Zugang zur Hauptburg vereinfacht. Gleichzeitig stellte ihr Schwager, der Duderstädter Stadthauptmann Friedrich von Wintzingerode, den Scharfenstein wieder her.

## Militärische Laufbahn
1534 schloss sich Berthold dem Heer Landgraf Philipps des Großmütigen von Hessen (1504–1567) an, das Herzog Ulrich von Württemberg (1487–1550) wieder in seine Herrschaftsrechte einsetzte. 1542 focht er auf kaiserlicher Seite gegen König Franz I. von Frankreich. Prägend für seinen weiteren Weg wurde jedoch die Teilnahme am Schmalkaldischen Krieg 1546 und 1547 auf lutherischer Seite. Das Oberhaupt des Schmalkaldischen Bundes, Kurfürst Johann Friedrich der Großmütige von Sachsen (1503–1554) wurde nach der verlorenen Schlacht bei Mühlberg gefangen genommen. Berthold entkam zusammen mit dem Kurprinzen Johann Friedrich dem Mittleren (1529–1595). Er setzte den Kampf zunächst als Führer einer Gruppe von Freischärlern fort, betrachtete ihn also nicht mehr als reine Berufsausübung, sondern bereits als Glaubenskampf. Im Oktober kehrte er nach Bodenstein zurück, um die Herrschaft gegen plündernde Truppen des katholischen Herzogs Heinrich von Braunschweig-Lüneburg (1489–1568) und die Einfälle der Herren von Bültzingslöwen zu schützen. 1550 bis 1552 befand Berthold sich im Dienst des Markgrafen Albrecht Alkibiades von Brandenburg-Kulmbach (1522–1557), der mit seinem Heer das Rhein-Main-Gebiet verwüstete.
Der albertinische Kurfürst August von Sachsen (1526, 1553–86) verdächtigte Berthold des Aufruhrs zugunsten der ernestinischen Linie, als er 1563 an der Adelserhebung teilnahm, die Wilhelm von Grumbach (1503–1567) gegen den Würzburger Bischof Melchior Zobel von Giebelstadt anführte, der seine Güter eingezogen hatte. Als der Kaiser daraufhin über Grumbach die Reichsacht verhängte, versuchte dieser einen allgemeinen Aufstand der Ritterschaft gegen die erstarkende Fürstenmacht auszulösen. Obwohl Berthold die Teilnahme daran ablehnte, wurde er gegen seinen Willen auf die Soldlisten der Aufständischen gesetzt, deren Oberhaupt der ernestinische Herzog Johann Friedrich der Mittlere von Sachsen war. Obwohl Bertholds eigene Interessen mit denen der „Erzächter“ übereinstimmten, schloss er sich ihrem Abenteuer nicht an.
1569 nahm Berthold als Oberstleutnant an einem letzten Feldzug teil, diesmal bei den deutsch-niederländischen Hilfstruppen auf der Seite der Hugenotten unter dem Prinzen von Condé. Als Berthold in Metz erfuhr, dass der Krieg auf deutschem Boden stattfinden sollte, um die Verwüstungen von Frankreich fernzuhalten, hielt er es jedoch für seine „Ehrennotturft“, dagegen zu protestieren, zumal dieses Vorhaben den Bedingungen seiner Bestallung „gestrackt“ widerspreche. Nachdem Graf Ludwig von Nassau-Dillenburg als Oberst der deutschen Hilfstruppen auf Bertholds Forderungen nicht eingehen wollte, entschloss sich dieser zur Befehlsverweigerung und brachte sein ganzes Kontingent bei dieser Meuterei hinter sich. Er kündigte die Dienstverpflichtung einseitig auf und kehrte nach Bodenstein zurück.

## Konflikt um die Herrschaft Bodenstein
Seit den 40er Jahren des Jahrhunderts war es immer wieder zu gewaltsam ausgetragenen Streitigkeiten Bertholds mit den benachbarten Herren von Bültzingslöwen, mit seinen Scharfensteiner Vettern Bertram und Hans sowie mit dem Grafen Volkmar Wolf von Honstein gekommen. Die Bültzingslöwen versuchten immer wieder, sich östliche Randgebiete der Herrschaft anzueignen, wobei sich beide Seiten der Methoden des Faustrechts bedienten. Die Vettern stellten an Berthold Forderungen, welche seine frühere vormundschaftliche Verwaltung ihres Anteils am Familienbesitz betrafen. Die Vettern und Volkmar Wolf unternahmen 1559, 1568 und 1572 erfolglose Versuche, den Bodenstein militärisch einzunehmen und sich an Bertholds Stelle zu setzen. In der Auseinandersetzung mit Honstein ging es um die Ausübung diverser Hoheitsrechte, so 1555–1572 um das Patronatsrecht in Wehnde. Wegen seiner Angriffe auf die Burg kündigte Berthold die Lehnsbindung an Honstein auf und betrachtete die Herrschaft fortan als freies Eigentum. Die Herren von Wintzingerode hatten die Burg ab 1337 zwar als Allodium erworben, sie aber später den Grafen von Honstein wieder zu Lehen aufgetragen, ohne dass ihr persönlicher edelfreier Status davon berührt worden wäre.
Der Mainzer Erzbischof und Kurfürst Daniel Brendel von Homburg begann zur gleichen Zeit, die Reformation auf dem Eichsfeld aktiv zurückzudrängen, wobei das unter fremder Herrschaft stehende Gericht Bodenstein und sein einflussreicher, überzeugt protestantischer Grundherr ein Hindernis war. Daher bot Mainz dem Grafen Volkmar Wolf an, gegen die Übertragung der Oberlehnsherrschaft Berthold vom Bodenstein zu vertreiben und stattdessen seine gefügigeren Vettern dort zu installieren. Honstein nahm an und schloss mit Mainz am 24. November 1573 in Bleicherode einen entsprechenden Vertrag. Der Übergang des Obereigentums an Mainz wurde weder von Berthold noch von den Welfen akzeptiert, welche die Landeshoheit über die Herrschaft als ein altes Hausgut der liudolfingischen Herzöge von Sachsen ebenso beanspruchten wie über die an Mainz verpfändete Goldene Mark Duderstadt. Folglich begann Berthold seine Verteidigung gegen einen Mainzer Angriff vorzubereiten und stützte sich dabei auf die Unterstützung der Herzöge von Braunschweig.

## Gefangennahme, Prozess und Hinrichtung
In der Nacht vom 29. zum 30. Juni 1574 rückte der Mainzer Oberamtmann des Eichsfeldes, Lippold von Stralendorff, mit 2000 Mann vor den Bodenstein, nahm ihn ein und brachte Berthold und 16 seiner Landsknechte ins Gefängnis nach Heiligenstadt. Das alles geschah heimlich, um den Überraschungseffekt zu nutzen und den Verbündeten Bertholds keine Gelegenheit zur Hilfeleistung zu geben. Um eine gewaltsame Befreiung zu verhindern, wurde Berthold auf die Festung Steinheim am Main, dann nach Mainz gebracht, wo ihm der Prozess gemacht wurde. Vorgeworfen wurde ihm jedoch nicht Bruch der Lehnstreue und Auflehnung gegen Honstein und Mainz, sondern ein Vorfall, der sich am 3. Februar 1573 ereignet hatte. Das Dorf Wintzingerode war in einen Anteil Bertholds und einen seiner Vettern geteilt. Deren Holzförster Arnold Geilhaus diente ihnen wiederholt als Werkzeug, um Berthold zu provozieren. So war er mehrfach in die unter der Burg Bodenstein gelegene Mühle der Katharina von Wintzingerode, Bertholds Frau, eingedrungen, um deren Besitzrechte sich die Vettern vor dem Reichskammergericht beklagten und hatte die Abgabe der Zinsen gefordert. Nachdem Geilhaus zum dritten Mal im Auftrag der Scharfensteiner mit Gewalt die überfälligen Abgaben wie Gänse, Mehl und Korn aus der Mühle entnommen hatte, schoss ihn Berthold von Wintzingerode unmittelbar nach dem Vorfall nieder. Dessen Angehörige sowie Bertram und Hans von Wintzingerode erhoben daraufhin Klage gegen Berthold wegen Mordes, die nach der Gefangennahme vom Kurmainzer Gericht angenommen wurde.
Üblicherweise hätte das Erzstift Berthold nun als einen in einer Fehde unterlegenen Kriegsgefangenen behandeln und ihn gegen ein Lösegeld und das Versprechen der Urfehde freilassen müssen. Mainz sah in Berthold aber offenbar einen gefährlichen Gegner, dessen man sich nur durch physische Beseitigung entledigen konnte. Die Affäre Geilhaus lieferte dazu den Vorwand, obwohl sie bisher als Tötung nach angesagter Fehde, also als zulässige kriegerische Handlung gegolten hatte. Auch Bertholds Gegner hatten das bisher so gesehen. Die Bedeutung, die seiner Person als möglichem Haupt einer protestantischen Adelserhebung gegen Mainz beigemessen wurde, zeigte sich in seiner unritterlichen Behandlung. Man verweigerte die üblichen Hafterleichterungen für Edelleute und legte ihn in Ketten. Die zahlreichen Interventionen seiner Freunde, die auf seine Freilassung, nicht etwa auf die Abwendung einer Hinrichtung, die man nicht im Bereich des Möglichen sah, liefen ins Leere. Bertholds 46 engste Vertraute aus dem Braunschweiger Adel boten sogar an, mit ihrer eigenen Person und ihrem Gefolge in den Dienst des Kurfürsten zu treten, wenn Berthold dafür freigegeben werde. Auch ein großer Teil der nord- und mitteldeutschen Fürsten, darunter sämtliche Herzöge von Braunschweig, der König von Dänemark, die Kurfürsten von Brandenburg und von der Pfalz, die Landgrafen von Hessen, die Herzöge von Schleswig-Holstein, Lothringen und Bayern verwandten sich persönlich für seine Freilassung. Seine Verteidiger bemühten sich nachzuweisen, dass Geilhaus von Berthold in Verteidigung seines Eigentums und in angesagter Fehde gegen seine Vettern erschossen worden war. Drohungen mit Folter und Lockungen mit Lohn und Freiheit konnten Bertholds mitgefangenes Gefolge nicht dazu bringen, ihn zu belasten. Selbst seine feindlichen Vettern als Kläger bestätigten, dass die Tat unter dem Kriegsrecht geschehen war und baten darum, sein Leben zu schonen. Dennoch verurteilte ihn das Gericht zum Tod durch das Schwert. Ein eiliges Gnadengesuch, das die zur Verteidigung Bertholds in Mainz erschienenen Geheimen Räte des Herzogs von Braunschweig und der Edelherr Werner von Plesse beim Kurfürsten einreichten, blieb unbeachtet.
Der Fall löste Unruhe unter den Fürsten und im Adel Mittel- und Norddeutschlands aus, die sich jedoch bald legte und den Weg freigab für die Rekatholisierung des Eichsfelds, die Mainz auch aus Gründen des territorialen Machterhalts geboten erscheinen musste.

## Wirkung
Berthold von Wintzingerode ist von der konfessionell bestimmten Geschichtsschreibung je nach Stoßrichtung entweder als Aufrührer, Raubritter, Totschläger und Unterdrücker, oder aber als Blutzeuge des protestantischen Kampfes um die Freiheit des Bekenntnisses bewertet worden.
Ab 1900 entwickelte sich eine heftige publizistische Auseinandersetzung über Berthold und die Beurteilung der Gegenreformation auf dem Eichsfeld, deren Protagonisten der Heiligenstädter Geistliche Rat Philipp Knieb und die Freiherren Levin von Wintzingeroda-Knorr und Wilhelm Clothar von Wintzingerode waren. 1905 regte der Präsident des Evangelischen Bundes, Wilko Levin Graf von Wintzingerode-Bodenstein, den Schriftsteller Paul Schreckenbach zu dessen Roman Die von Wintzingerode an, der Bertholds letztes Lebensjahr zum Inhalt hat und bis 1930 mehrfach wiederaufgelegt wurde.